# 旺德伊-卡普利
旺德伊-卡普利（法語：Vendeuil-Caply，法語發音：[vɑ̃dœj kapli]）是法国瓦兹省的一个市镇，属于克莱蒙区。该市镇由旺德伊（Vendeuil）和卡普利（Caply）两个村庄组成。

## 地理
旺德伊-卡普利（49°36'27"N, 2°17'21"E）面积10.84 平方千米，位于法国上法蘭西大區瓦兹省，该省份为法国北部内陆省份，北起索姆省，西接厄尔省和滨海塞纳省，南至塞纳-马恩省和瓦兹河谷省，东临埃纳省。
与旺德伊-卡普利接壤的市镇（或旧市镇、城区）包括：博瓦尔、布勒特伊、圣昂德雷法里维莱尔、圣厄苏瓦、特鲁桑库尔。

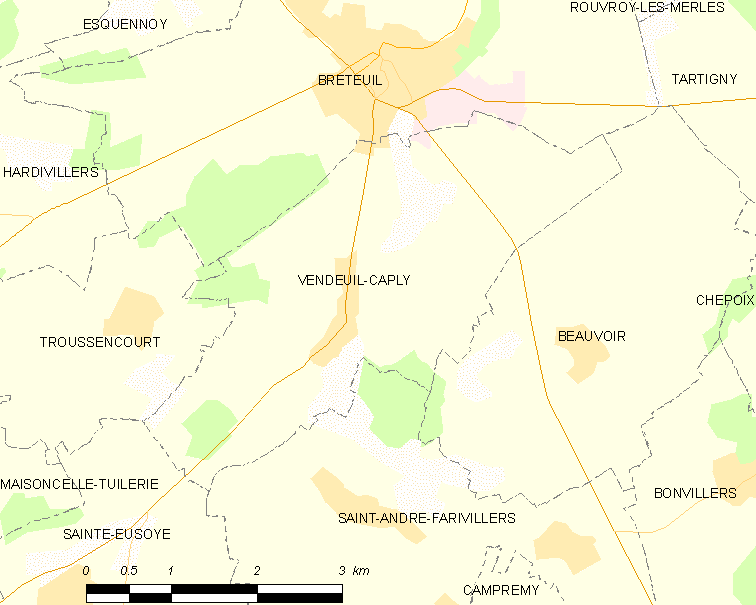
旺德伊-卡普利的OSM定位图

旺德伊-卡普利的时区为UTC+01:00、UTC+02:00（夏令时）。

## 行政
旺德伊-卡普利的邮政编码为60120，INSEE市镇编码为60664。

## 政治
旺德伊-卡普利所属的省级选区为圣瑞斯特昂绍塞县。

## 人口

1962-2008年间旺德伊-卡普利人口变化图示

旺德伊-卡普利于2022年1月1日时的人口数量为444人。